# Marianna (Arkansas)
Marianna város az USA Arkansas államában, Lee megyében, melynek megyeszékhelye is. Lakosainak száma 3575 fő (2020. április 1.).

## Népesség
A település népességének változása:
| Lakosok száma | 627  | 4115 | 3575 |
|               | 1880 | 2010 | 2020 |